# Vuollerims SK
Vuollerims SK är en idrottsförening från Vuollerim i Jokkmokks kommun, Norrbottens län. Föreningen bildades genom en ombildning av Vuollerims Nöjesklubb 1927. Föreningen byggde under 1960-talet en skidbacke med hjälp från Vattenfall som de drivit ideelt. Föreningen disponerar även i sporthall.
De mest kända idrottarna från klubben är ishockeyspelaren Lars-Göran Nilsson och skidåkaren Anders Sundquist.